# Vela
Vela — название группы спутников, разработанных в рамках элемента Vela Hotel программы США Vela, нацеленных на слежение за соблюдением СССР договора 1963 года о частичном запрещении испытаний ядерного оружия. Название проекта на испанском языке означает «вахта», «дозор».

## История

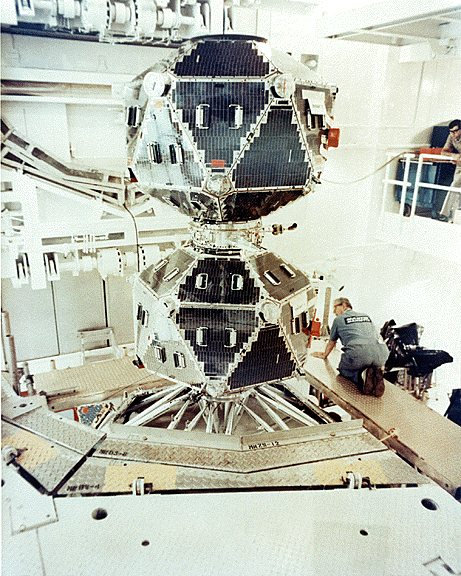
Спутники Vela-5A/B (два спутника A и B разделялись после запуска на орбиту)

Проект Vela был начат в 1959 году и закончен после 26 лет успешного функционирования. В 1970-х годах слежение за ядерными испытаниями были переданы в программу Defense Support Program (DSP). В настоящее время программа называется Integrated Operational Nuclear Detection System (IONDS) (Объединённая система слежения за ядерным оружием).
Все спутники программы Вела были разработаны компанией TRW (впоследствии — Northrop Grumman). Спутники запускались парами на ракетах Атлас-Аджена или Титан-3, и располагались на орбитах от 100 до 200 тыс. км над Землёй, во избежание попадания в радиационные пояса. Первая пара спутников конструкции Vela Hotel была запущена в 1963 году, через 3 дня после подписания Договора и частичном запрещении испытаний ядерного оружия, последняя пара — в 1965 году. Расчётное время работы на орбите было около полугода, однако в реальности они работали по 5 лет. Улучшенные версии спутников Вела были запущены в 1967, 1969 и 1970 годах. Расчётное время жизни этих спутников около полутора лет было затем увеличено до 7 лет. Последний спутник этой серии Vehicle 9 был выключен в 1984 году, проработав на орбите почти 15 лет (запущен в 1969 году).
Начальные версии спутников Вела были оборудованы 12 внешними рентгеновскими детекторами и 18 внутренними нейтронными детекторами и детекторами гамма-лучей. Солнечные панели спутников давали мощность 90 ватт.
Улучшенные версии спутников Вела содержали дополнительно два кремниевых фотодиодных датчика «бангметра» (англ. bhangmeter), которые имели возможность реагировать на субмиллисекундные вспышки света, характерные для ядерных взрывов. Спутники также содержали датчики, способные детектировать электромагнитный импульс, возникающий при ядерном взрыве в атмосфере. Для работы этих датчиков требовалась дополнительная энергия, для чего мощность солнечных батарей была доведена до 120 ватт.
Неожиданным открытием, сделанным при помощи спутников Вела, стало открытие гамма-всплесков.

## Vela 5A и 5B
Сцинтилляционные рентгеновские счетчики спутников Vela5a и Vela5b состояли из двух кристаллов NaI(Tl) с фотоумножителями. Входные отверстия детекторов были покрыты бериллиевым окном толщиной 0,13 мм. Коллиматоры, расположенные перед детекторами ограничивали поле зрения приборов до 6,1° × 6,1° (ширина на полувысоте). Эффективная площадь детекторов — около 26 см2. Детекторы сканировали окружность, проходящую через всё небо каждые 60 секунд, всё небо покрывалось за 56 часов. Рентгеновский детектор спутника Vela5b работал более 10 лет.

## Vela 6A и 6B
Наблюдения спутников Vela 6 (запущен 8 апреля 1970 года) были использованы для определения связи между гамма-всплесками и событиями в рентгеновском диапазоне энергий. Были найдены как минимум два события с одновременными всплесками в гамма и в рентгеновском диапазонах (GRB720514 и GRB740723). Рентгеновские детекторы на спутнике Vela5a отказали 12 марта 1972 года, на спутнике Vela6b 27 января 1972 года.